# John W. Davis
Pour les articles homonymes, voir John Davis et Davis.
John William Davis, né le 13 avril 1873 à Clarksburg (Virginie-Occidentale) et mort le 24 mars 1955 à Yeamans Hall, près de Charleston (Caroline du Sud), est un juriste, diplomate et homme politique américain.
Représentant des États-Unis pour le 1er district de Virginie entre 1911 et 1913, il est avocat général des États-Unis de 1913 à 1918 et ambassadeur au Royaume-Uni de 1918 à 1921. Il est choisi comme candidat par le Parti démocrate en vue de l'élection présidentielle américaine de 1924, mais perdra le scrutin avec 25,21 points d'écart soit le deuxième plus élevé des 20e et 21e siècles.

## Biographie

### Formation et début de carrière politique
Fils d'un avocat et homme politique sudiste, John W. Williams achève sa scolarité et étudie le droit à l'université Washington et Lee entre 1889 et 1895. Avocat à Clarksburg, il y défend aussi bien les mineurs grévistes que les grandes compagnies de chemin de fer. Dans tous ces cas, il a à cœur, en tant que libéral, de soutenir les intérêts particuliers contre les interventions de l'État fédéral.
En 1898, les citoyens du comté de Harrison l'élisent à la chambre basse de l'État de Virginie-Occidentale.
En 1910, il est élu au Congrès pour le 1er district de l'État, où il combat les conceptions protectionnistes des républicains et légifère contre les pratiques anti-libérales et anticoncurrentielles des trusts, contribuant ainsi à poser les bases du futur Clayton Antitrust Act.

### Au service de l'administration Wilson (1913-1921)

#### Avocat général des États-Unis (1913-1918)
Ayant attiré l'attention du Procureur général du président Wilson, James C. McReynolds, Davis est nommé avocat général des États-Unis en 1913. Ce poste, qu'il garde jusqu'en 1918, lui permet de défendre les lois les plus progressistes (notamment en faveur des Afro-Américains) devant la Cour suprême des États-Unis.

#### Ambassadeur au Royaume-Uni (1918-1921)

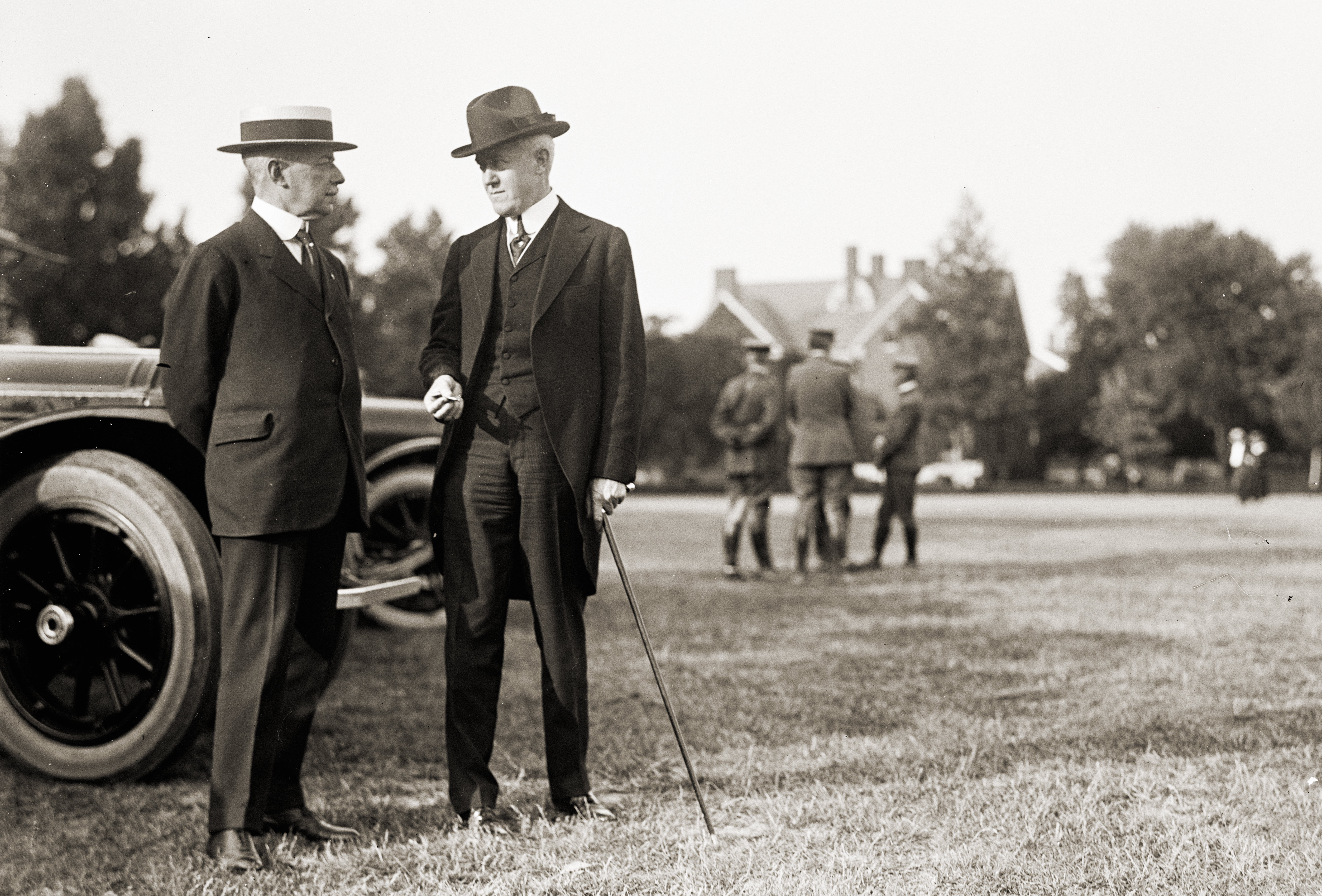
Davis discutant avec le secrétaire d'État Robert Lansing (à gauche) pendant la Première Guerre mondiale.

En 1917, Davis est favorable à l'entrée en guerre des États-Unis car il estime que l'Allemagne a violé le droit international depuis l'invasion de la Belgique en 1914. Nommé ambassadeur à Londres en 1918, il est envoyé par Wilson en France, auprès du maréchal Foch, pour tempérer les revendications françaises sur la Rhénanie. Internationaliste, il est embarrassé quand le Sénat, dominé par les républicains depuis 1918, refuse l'entrée des États-Unis dans la Société des Nations. À Londres, il doit gérer le refroidissement des relations diplomatiques entre son pays et le Royaume-Uni, qui répugne à se laisser concurrencer par les États-Unis sur les mers ou dans les champs de pétrole du Moyen-Orient, alors en pleine émergence.
De retour en Amérique en 1921, Davis s'associe au cabinet d'avocats new yorkais Stetson, Jennings & Russell.
Son ambassade ayant fait de lui un diplomate reconnu, il prend la présidence du Conseil des relations étrangères (Council on Foreign Relations, ou CFR), un nouveau think tank non partisan ayant pour but d'analyser la politique étrangère américaine et la situation politique mondiale. C'est donc en tant que président du CFR que Davis accueille Georges Clemenceau lors de sa visite à New York le 21 novembre 1922.

### Candidature à la présidence des États-Unis (1924)

Cartographie des résultats du 4 novembre. Davis (en bleu) n'a pas remporté d'État au-delà du Sud.

Resté impliqué dans la vie politique, Davis est désigné par le Parti démocrate pour être son candidat à l'élection présidentielle de 1924, aux termes d'une Convention houleuse.

#### Convention démocrate de New York (24 juin - 9 juillet)
Au début de la Convention, Davis était largement distancé par le gendre de Wilson, William Gibbs McAdoo. Malgré la concurrence d'Al Smith, qui était soutenu par les catholiques et les anti-prohibitionnistes, McAdoo partait largement favori, mais le soutien de ce candidat de premier plan par le Ku Klux Klan et les prohibitionnistes avait profondément divisé les délégués du parti. Dans ces conditions, la nomination de l'outsider Davis, un juriste apprécié des deux camps, était apparue comme un compromis acceptable.
Afin de détourner l'électorat rural du Midwest de la concurrence exercée par les populistes du Farmer-Labor Party et les progressistes de Robert M. La Follette, les délégués adjoignent à Davis le gouverneur du Nebraska Charles Wayland Bryan, frère de l'ancien candidat démocrate William Jennings Bryan.

#### Campagne électorale (juillet - novembre)
Malgré les compromis concédés à New York, les divisions persistent au sein du parti et de l'électorat démocrates. Affaibli sur sa gauche par la candidature progressiste d'un La Follette épaulé par un colistier démocrate dissident (Burton K. Wheeler), Davis est également affaibli sur sa droite en raison de sa dénonciation du Klan, alors au sommet de son influence au sein de l'électorat démocrate des États du Sud. À l'issue d'une campagne peu brillante, il échoue face au président sortant républicain Calvin Coolidge. Ce dernier a notamment bénéficié de l'embellie économique qui a débuté sous le mandat de son prédécesseur Warren Harding et qui est près d'atteindre son paroxysme (avant le krach de 1929).

### Fin de carrière (années 1930-1950)
Resté fidèle à ses convictions libérales, Davis s'oppose durant les années 1930 à la politique de New Deal de Franklin D. Roosevelt, qu'il juge trop interventionniste. À la même époque, il assure la défense de la banque J.P. Morgan & Co., mise en cause par le Congrès.
Pendant la période du Maccarthisme, il apporte son soutien à Alger Hiss et Robert Oppenheimer, accusés d'intelligence avec l'URSS. En 1954, lors du procès Brown v. Board of Education, il s'oppose à Thurgood Marshall en prenant la défense des pratiques ségrégationnistes des États du Sud. Cet engagement contre les droits civiques ternit quelque peu la réputation de Davis, qui avait pourtant défendu les droits des afro-américains une quarantaine d'années plus tôt, lorsqu'il était avocat général.
L'année suivante (1955), Davis meurt d'une pneumonie à l'âge de 81 ans.
John W. Davis est l'oncle et le père adoptif de Cyrus Vance (1917-2002), qui deviendra le secrétaire d'État du président Jimmy Carter.

## Référence
1. ↑  Jean-Baptiste Duroselle, Clemenceau, Fayard, Paris, 1988, p. 889.